# جيمس سميثسون
كان جيمس سميثسون (1765 - 27 يونيو 1829) كيميائيًا وعالم معادن إنجليزيًا. نشر العديد من الأوراق العلمية لصالح الجمعية الملكية خلال أوائل القرن التاسع عشر وتعرف على الكالامين، الذي سيسمى فيما بعد باسمه «سميثسونيت». كان المانح المؤسس للمؤسسة الأمريكية سميثسونيان، التي تحمل اسمه أيضًا.
وُلد في باريس بفرنسا، كطفل غير شرعي لإليزابيث هانجرفورد كيت ماسي وهيو بيرسي (المولود هيو سميثسون)، الدوق الأول لنورثمبرلاند، وأطلق عليه الاسم الفرنسي جاك لوي ماسي. لم يُسجل تاريخ ميلاده ولا يعرف الموقع الدقيق لولادته؛ ربما كان في دير بينتمونت. حصل على الجنسية البريطانية بعد ولادته بوقت قصير غير اسمه إلى جيمس لويس ماسي. اعتُمد اسم عائلة والده الأصلي سميثسون في عام 1800 بعد وفاة والدته. درس في كلية بيمبروك بأكسفورد عام 1782، وتخرج في نهاية المطاف بدرجة الماجستير في الفنون عام 1786. شارك في رحلة جيولوجية إلى اسكتلندا ودرس الكيمياء وعلم المعادن أثناء ما كان طالبًا. أولى سميثسون اهتمامًا بالغًا لتحليلات الحملاج وفاعليته مع المصغرات، وقضى معظم حياته مرتحلًا في جميع أنحاء أوروبا. كما نشر نحو 27 ورقة خلال حياته.
لم يتزوج سميثسون أبدًا ولم ينجب أطفالًا، لذلك كتب وصيته بأن تذهب ثروته لابن أخيه أو لعائلة ابن أخيه إذا مات قبل سميثسون. أما إذا مات ابن أخيه بلا ورثة، فإن وصية سميثسون تنص على استخدام ثروته «لتأسيس مؤسسة في واشنطن تحت اسم المؤسسة الأمريكية سميثسونيان، لزيادة ونشر المعرفة بين الناس». توفي في جنوة بإيطاليا في 27 يونيو 1829، عن عمر يناهز 64 عامًا. توفي ابن أخيه بلا ورثة، في عام 1835، أي بعد ست سنوات، ما أدى إلى منح التركة للولايات المتحدة. هكذا أصبح سميثسون راعيًا لمؤسسة سميثسونيان في واشنطن العاصمة، رغم عدم زيارته للولايات المتحدة.

## النشأة
وُلد جيمس سميثسون عام 1765 تقريبًا لوالده هيو بيرسي، الدوق الأول لنورثمبرلاند، ولوالدته إليزابيث هانجرفورد كيت ماسي. كانت والدته أرملة جون ماسي، رجل ثري من ويستون باث. وُلد سميثسون في سرية في باريس بصفته طفلًا غير شرعي ما أدى إلى أن يحمل اسمه الأصلي الاسم الفرنسي جاك لوي ماسي (غُير لاحقًا إلى جيمس لويس ماسي). عندما كان عمره نحو 36 عامًا، في عام 1801، وبعد وفاة والدته الأرملة، غير اسمه الأخير إلى سميثسون، اللقب الأصلي لوالده البيولوجي. (كان البارون هيو سميثسون قد غير لقبه إلى بيرسي عندما تزوج السيدة إليزابيث سيمور، البارونة آنذاك والوريثة غير المباشرة لعائلة بيرسي، إحدى العائلات الرائدة في ممتلكات الأراضي في إنجلترا.)
تعلم جيمس وبات مواطنًا إنجليزيًا. التحق بكلية بيمبروك في أوكسفورد عام 1782 وتخرج عام 1786 بدرجة الماجستير في الفنون. كان الشاعر جورج كيت ابن عمه الأكبر من جهة والدته.
كان سميثسون كثير التنقل، يسافر في جميع أنحاء أوروبا. شارك في رحلة جيولوجية أثناء ما كان طالبًا عام 1784 برفقة بارثيليمى فاوجاس ساينت فوند، وويليام ثورنتون، وباولو أندرياني إلى اسكتلندا وخاصة جزر هبرديس. كان في باريس خلال الثورة الفرنسية. اتُخذ سميثسون أسير حرب في تونينغ في أغسطس 1807 خلال الحروب النابليونية. نجح في الانتقال إلى هامبورغ، حيث احتجز مرة أخرى، هذه المرة من قبل الفرنسيين. كتب سميثسون في العام التالي إلى السير جوزيف بانكس وطلب منه استخدام نفوذه لينال الأول حريته، وقد نجح بانكس وعاد سميثسون إلى إنجلترا. لم يتزوج أو ينجب أطفالًا.
ورثت والدته من عائلة هانجرفورد في ستادلي، في عام 1766، حيث عاش شقيقها حتى وفاته. توفي زوج والدته القانوني المثير للجدل جون مارش ديكنسون (وكنيته ديكنسون) من دنستابل عام 1771. تعود ثروة سميثسون إلى تقسيم ممتلكات والدته مع أخيه غير الشقيق العميد هنري لويس ديكنسون.